# Carpodacus ferreorostris
El picogordo de las Bonin (Carpodacus ferreorostris) es una especie extinta de ave paseriforme de la familia Fringillidae que únicamente habitaba la isla de Chichijima, del archipiélago de las islas Ogasawara en Japón. Tradicinalente se clasificaba como la única especie del género Chaunoproctus, pero en la actualidad se considera que pertenece al género Carpodacus.
Se sabe muy poco de esta ave; debía ser una especie forestal, y la deforestación de la isla, junto con la introducción de gatos y ratas la llevó a la extinción en 1900.